# Edward Fletcher
Edward Sperling Fletcher (Boston, 15 novembre 1970) è un attore statunitense.
È conosciuto per aver interpretato il ruolo del 6º Ufficiale James Paul Moody nel film Titanic nel 1997.

## Biografia
Fletcher è nato nel 1970 a Boston ed è cresciuto a Cambridge. Ha frequentato il Wheaton College e ha studiato presso il Berklee College of Music.
Nel 1997 ottenne il ruolo di James Paul Moody nel film di James Cameron Titanic. All'inizio degli anni 2000 ha iniziato iniziato a perseguire interessi differenti dalla recitazione, in particolar modo l'arte e le sue opere sono state esposte in tutta la nazione, a partire dal 2016 Fletcher ha però ricominciato a presentarsi ad alcune audizioni per dei film. Allo stesso tempo egli coltiva un'altra sua passione: la musica, suonando con il suo gruppo, i Stuntplane.

## Filmografia

### Cinema
- Titanic, regia di James Cameron (1997)
- Spanish Fly, regia di Will Wallace (2003)

### Televisione
- Buffy l'ammazzavampiri (Buffy the Vampire Slayer) – serie TV, episodio 5x07 (2000)
- Our Flag Means Death – serie TV, episodio 1x05 (2022)
- Winning Time - L'ascesa della dinastia dei Lakers (Winning Time: The Rise of the Lakers Dynasty) – serie TV, episodi 1x01-1x07 (2022)
- True Detective – serie TV, 3 episodi (2024)